# Півострів Сетубал
Півострів Сетубал (порт. Península de Setúbal) — економіко-статистичний субрегіон в центральній Португалії.
Входить до складу Лісабонського регіону. Включає в себе частину округу Сетубал.
Територія — 1 421 км². Населення — 772 405 осіб. Густота населення — 543,6 осіб/км².

## Географія
Субрегіон межує:
- на півночі — субреґіони Великий Лісабон та Лезірія-ду-Тежу
- На сході — субрегіон Алентежу-Сентрал
- на півдні — Атлантичний океан та субрегіон Алентежу-Літорал
- на заході — Атлантичний океан

## Громади
Субрегіон включає в себе 9 громад округу Сетубал:
- Алкошете
- Алмада
- Баррейру
- Мойта
- Монтижу
- Палмела
- Сезімбра
- Сейшал
- Сетубал

| Португалія | Це незавершена стаття з географії Португалії. Ви можете допомогти проєкту, виправивши або дописавши її. |